# Dahlenburg
Dahlenburg – miasto (niem. Flecken)  i gmina w niemieckim kraju związkowym Dolna Saksonia, w powiecie Lüneburg. Jest siedzibą gminy zbiorowej (niem. Samtgemeinde) Dahlenburg.

## Położenie geograficzne
Dahlenburg leży ok. 23 km na wschód od Lüneburga.
Od wschodu sąsiaduje z gminami Nahrendorf i Tosterglope, od południa z gminą Boitze, od zachodu z gminą Vastorf i od północnego zachodu z gminą  Thomasburg z gminy zbiorowej Ostheide i od północy z gminą Dahlem. 
Przez gminę przepływa Neetze od dzielnicy Buendorf na południu przez Dahlenburg aż do dzielnicy Ellringen na północy gminy. W Dahlenburgu uchodzą do Neetze dwa małe lewe dopływy Strachau i Wappau.

## Dzielnice gminy
W skład gminy Dahlenburg wchodzą następujące dzielnice: Becklingen, Buendorf, Dumstorf, Eimstorf, Ellringen, Gienau, Groß Sommerbeck, Klein Sommerbeck, Lemgrabe, Neu Buendorf, Quickborn i Siecke.

## Historia
Dahlenburg był po raz pierwszy wzmiankowany w dokumencie z 1162 roku przez Henryka Lwa. W 1289 otrzymał prawa miejskie.

## Komunikacja
Dahlenburg znajduje się na szlaku drogi krajowej B216 pomiędzy Lüneburgiem na zachodzie i Dannenberg (Elbe) na wschodzie. Do najbliższej autostrady A39 (dawna A250) na węźle Lüneburg-Nord jest 25 km.